# Centro Limoeirense de Futebol
Il Centro Limoeirense de Futebol, noto anche semplicemente come Centro Limoeirense, è una società calcistica brasiliana con sede nella città di Limoeiro, nello stato del Pernambuco.

## Storia
Il club è stato fondato il 15 settembre 1913. Ha partecipato al Campeonato Brasileiro Série C nel 1997, dove è stato eliminato alla prima fase.